# Bernhard Kuhnt
Bernhard Kuhnt, född 24 februari 1876 i Leipzig, död 28 januari 1946 i Westensee, Kiel, var en tysk socialdemokratisk politiker. Mellan 1917 och 1924 tillhörde han Tysklands oberoende socialdemokratiska parti. Kuhnt var en av huvudaktörerna i novemberrevolutionen i regionen Wilhelmshaven – Rüstringen – Oldenburg och var Fristaten Oldenburgs president från den 11 november 1918 till den 3 mars 1919.